# Ленський вугільний басейн
Ленський вугільний басейн — басейн на заході Якутії та у південно-східній частині Красноярського краю Росії. Локалізований в західній частині Республіки Саха (Якутія) і лише на крайньому північному заході — Красноярського краю.

## Історія
Видобувати вугілля почали 1928 року.

## Характеристика
Площа бл. 400 тис. км². Балансові запаси вугілля 2 млрд т. Займає східну частину Сибірської платформи. Промислова вугленосність басейну пов'язана з юрськими, крейдовими й неогеновими відкладами. Басейн розташований в межах Приверхоянського крайового прогину і Вілюйської синеклізи.
На основі відмінності геологічної будови і вугленосності басейн розчленовують на північну і південну частини; в кожній з них виділяють вугленосні райони.
Виявлено понад 150 вугільних пластів, потужність більш як 50-и з них перевищує 0,1 м. Розвідано 20 родовищ.
Вугілля буре (основні запаси) й кам'яне, мало- та середньозольне. Сапропелеве вугілля (богхеди) є тільки в Оленекському і Анабаро-Хатангському вугленосних районах. Хімічні показники вугілля тісно пов'язані з ступенем його метаморфізму, який характеризується зональністю по площі і стратиграфічному розрізу. Якісні показники бурого вугілля, що виходить на денну поверхню частіше за все складають: W[t]{r} — 30 %; А{d} — 15 %; V{daf} — 40-47 %; Q{daf}[s] — 28 МДж/кг; С{daf} — 68-73 %; Н{daf} — 6 %; S{d} — 0,3 %; кам'яного вугілля: W{r}[t] — 5-10 %; А{d} — 12-15 %; V{daf} — 34-45 %; Q{r}[i] — 24 МДж/кг; S{d} — 0,3 %. Вугілля всіх родовищ, що розробляються схильне до самозаймання.
Ресурси вугілля басейну оцінюються в 1647 млрд т (Русьянова Н. Д., 2003). Басейн розглядається в перспективі як база великого паливно-хімічного комплексу.

## Технологія розробки
Діють декілька шахт і 3 вуглерозрізи.